# Nitroxyl
Nitroxyl (de gebruikelijke naam) of azanon (IUPAC)

is de chemische verbinding met de formule {\displaystyle {\ce {HNO}}} In de gasfase is het een bekend molecuul.  In oplossingen komt nitrosyl slechts voor als kort bestaand intermediair. De geconjugeerde base, {\displaystyle {\ce {NO^{-}}}}, het nitroxide-anion, is de gereduceerde vorm van stikstofmonoxide. Dit anion is iso-elektronisch met het zuurstof-molecuul. De bindingsenergie voor de waterstof-stikstofbinding is uitzonderlijk laag, slechts 207 kJ/mol.

## Synthese
Voor de synthese van nitroxyl zijn meerdere routes beschikbaar:
- Het wordt verkregen uit Angeli's zout, {\displaystyle {\ce {(\ Na2N2O3\ )}}} en Piloty's zuur {\displaystyle {\ce {(\ C6H5SO2NNHOH\ )}}}.[6]
- Een andere route naar {\displaystyle {\ce {HNO}}} verloopt via het cyclo-adduct van acylnitrosoverbindingen waarvan bekend is dat ze bij hydrolyse ontleden naar nitrosyl en het acylzuur. Fotolyse van de verbinding levert eerst een acylnitrosoverbinding, die vervolgens hydrolyseert.[7]
- Dichlooramine reageert met hydroxide-ionen, in waterige oplossingen altijd aanwezig, al is het maar uit het waterevenwicht, onder vorming van nitroxyl en chloride.[8]
- De hieronder weergegeven synthese start met het oxime van cyclohexanon dat geoxideerd wordt met lood(IV)acetaat, waarbij 1-nitrosocyclohexylacetaat ontstaat. Onder zeer zwak basische condities (pH = 7,4) kan deze verbinding in een fosfaatbuffer gehydrolyseerd worden tot nitrosyl, cyclohexanon en azijnzuur.[9]

- Alkalimetalen reageren met stikstofmonoxide, waarbij zouten van het type MNO (M = metaal.))[10] Het vrije zuur uit deze zouten verkrijgen is echter geen recht toe recht aan proces (zie hieronder).

## Reacties

### Zuur-base
Nitroxyl is een zwak zuur met een pKz van ongeveer 11. De geconjugeerde base is de 
triplet staat van {\displaystyle {\ce {NO^{-}}}}, soms aangeduid als nitroxide. Als alleen naar de grondtoestand van de reactanten en producten gekeken wordt is deprotoneren een spin-verboden reactie. Om deze reden zijn ook de reacties bestudeerd zonder spin-overgang:
| overgang          | Reactie                                                                                             | pKz  |
| ----------------- | --------------------------------------------------------------------------------------------------- | ---- |
| singlet - triplet | {\displaystyle {\ce {^{1}HNO\ +\ B^{-}\ _{\longleftarrow }^{\longrightarrow }\ ^{3}NO^{-}\ +\ HB}}} | 11   |
| singlet - singlet | {\displaystyle {\ce {^{1}HNO\ +\ B^{-}\ _{\longleftarrow }^{\longrightarrow }\ ^{1}NO^{-}\ +\ HB}}} | 23   |
| triplet - triplet | {\displaystyle {\ce {^{3}HNO\ +\ B^{-}\ _{\longleftarrow }^{\longrightarrow }\ ^{3}NO^{-}\ +\ HB}}} | -1,8 |

Een gevolg van de spin-verboden reactie is dat deze erg traag is, zeker in vergelijking met andere proton-transfer-reacties, {\displaystyle k\ =\ 4{,}9.10^{4}}.

### Ontleding
Bij kamertemperatuur ontleed nitrosyl snel via een bimoleculaire reactie:
{\displaystyle {\ce {2HNO\ ->[{\ce {dimerisatie}}]\ H2N2O2\ ->[{\ce {dehydratie}}]\ N2O\ +\ H2O\ \ \ (\ K_{298\,K}\ =\ 8.10^{6}\ mol.s^{-1}\ )}}}
Nitroxyl reageert erg makkelijk met nucleofielen, waaronder thiolen. Het in eerste instantie gevormde adduct legt snel om naar een sulfinamide.:
{\displaystyle {\ce {HNO\ +\ RSH\ \longrightarrow \ RS(O)NH2}}}

### Biologische signaalstof
In de biologie wordt nitrosyl aangetroffen als signaalstof.

### Aantonen van nitroxyl
Om nitroxyl in biologische monsters aan te tonen wordt gebruik gemaakt van fluorescentie. Veel van de hiervoor gebruikte stoffen zijn gebaseerd op de reductie van koper(II) naar koper(I), waarbij de fluorescentie toeneemt.